# Ipswich (circonscription britannique)
Pour les articles homonymes, voir Ipswich (homonymie).
Circonscription parlementaire de la Chambre des communes
La circonscription d'Ipswich est une circonscription électorale anglaise située dans le Suffolk, représentée à la Chambre des communes du Parlement britannique. Elle comprend la ville d'Ipswich.

## Référence
- (en) Cet article est partiellement ou en totalité issu de l’article de Wikipédia en anglais intitulé « Ipswich (UK Parliament constituency) » (voir la liste des auteurs).
- Carte des circonscriptions du Royaume-Uni — Ordnance Survey (Service cartographique du Royaume-Uni)

1. ↑  (en) BBC News, « UK results 2019 », sur bbc.com (consulté le 31 décembre 2019)